# Bufotes
Bufotes Rafinesque, 1814 è un genere di anfibi anuri, appartenente alla famiglia Bufonidae.

## Distribuzione e habitat
Le specie del genere Bufotes sono presenti in Corea, Cina settentrionale e occidentale, la regione del Lago Bajkal in Russia, in Mongolia occidentale, in Kirghizistan e Afghanistan, Kashmir (India e Pakistan), Iran, Iraq e Europa occidentale e nell'area mediterranea dell'Africa settentrionale.
Le specie di rospo smeraldino (in passato tutte attribuite a B. viridis) presenti in Italia sono:
- Bufotes balearicus: presente in quasi tutta Italia, Sardegna e in una area limitata della Sicilia orientale
- Bufotes boulengeri siculus: Sicilia e isole minori
- Bufotes boulengeri boulengeri: Lampedusa (specie nordafricana)
- Bufotes viridis: Italia settentrionale.[2][3]

## Tassonomia
Il genere Bufotes corrisponde a quello che precedenti autori consideravano il gruppo Bufo viridis. Altri autori propongono il nome Pseudepidalea per una presupposta affinità filogenetica con il Rospo calamita (Epidalea calamita).
In base all'ultima revisione del 2019 il genere comprende 15 specie:
- Bufotes balearicus (Boettger, 1880)
- Bufotes baturae (Stöck, Schmid, Steinlein, and Grosse, 1999)
- Bufotes boulengeri (Lataste, 1879)
- Bufotes cypriensis Litvinchuk, Mazepa, Jablonski, and Dufresnes, 2019
- Bufotes latastii (Boulenger, 1882)
- Bufotes luristanicus (Schmidt, 1952)
- Bufotes oblongus (Nikolskii, 1896)
- Bufotes perrini Mazepa, Litvinchuk, Jablonski, Dufresnes, 2019
- Bufotes pewzowi (Bedriaga, 1898)
- Bufotes pseudoraddei (Mertens, 1971)
- Bufotes sitibundus (Pallas, 1771)
- Bufotes surdus (Boulenger, 1891)
- Bufotes turanensis (Hemmer, Schmidtler, and Böhme, 1978)
- Bufotes viridis (Laurenti, 1768)
- Bufotes zugmayeri (Eiselt and Schmidtler, 1973)